# Маршал (окръг, Мисисипи)
Вижте пояснителната страница за други значения на Маршал.
Окръг Маршал (на английски: Marshall County) е окръг в щата Мисисипи, Съединени американски щати. Площта му е 1839 km², а населението - 34 993 души (2000). Административен център е град Холи Спрингс.